# Giuseppe Vignola
Giuseppe Vignola (15. února 1662 Neapol – listopad 1712 tamtéž) byl italský hudební skladatel, příslušník neapolské operní školy.

## Dílo

### Opery
- Dorisbe e Creperio (libreto Carlo de Petris, 1708)
- Il Tullo Ostilio, dramma per musica (libreto Carlo de Petris a Adriano Morselli, 1707 Neapol)
- La Rosmene ovvero L'infedeltà fedele, dramma (libreto Nicola Pagano a Giuseppe Domenico de Totis, 26. ledna1709 Neapol, Teatro dei Fiorentini)
- Teodora Augusta, dramma (libreto Adriano Morselli, 27. dubna 1709 Neapol, Teatro dei Fiorentini)
- Grilletta e Linco (1711)

### Oratoria
- La Giuditta trionfante (text Giacomo Badiale, 1690)
- La regina Ester (text Giacomo Badiale, 1691)
- La nave della Redenzione (text Severo Giacco, 1696)
- Il Gedeone geroglifico del glorioso patriarca S Domenico institutore del sacratissimo Rosario della Vergine (text Andrea Perruccio e Fardella, 1701)
- Il giudizio universale (1710)
- La Debbora profetessa guerriera (1711)